# Johann Nepomuk Kühberger

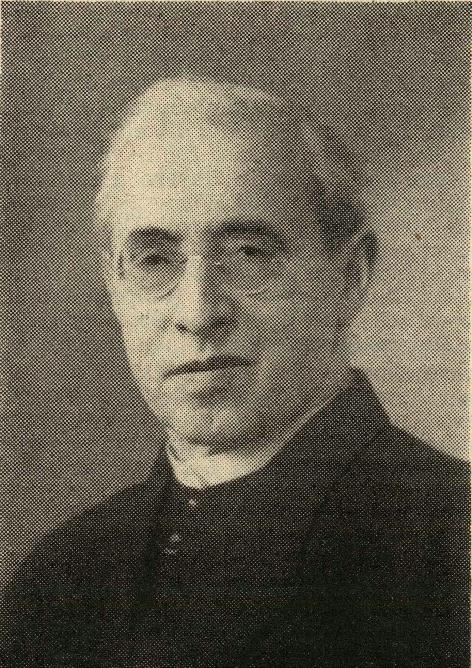
Johann Nepomuk Kühberger

Johann Nepomuk Kühberger (* 11. Oktober 1889 in Passau-Innstadt; † 3. Februar 1957 in Passau) war ein Passauer römisch-katholischer Priester, Organist und Kirchenmusiker. Von 1918 bis 1927 wirkte er als Domorganist am Passauer Dom St. Stephan und anschließend von 1927 bis 1952 als Domkapellmeister.

## Leben und Wirken
Johann Nepomuk Kühberger wurde 1914 zum Priester geweiht. Er wirkte dann als Seelsorgsaushilfe im Bistum und verfolgte ein Musikstudium in Regensburg und München. 1918 wurde ihm das Amt des Passauer Domorganisten übertragen. 1923 wurde er Musikpräfekt am Seminar St. Valentin in Passau. Vier Jahre später ernannte man ihn zum Domkapellmeister. Diese Funktion hatte er 25 Jahre inne; er schied 1952 aus dem Amt.
Unter seiner Zeit als Kapellmeister erhielt der Dom auch seine neue Orgel. Diese wurde (unter anderem auch auf Initiative Kühbergers hin) zwischen 1924 und 1928 gebaut. Dieses Instrument, ein Monumentalwerk das in seiner Dimension derjenigen des Doms entspricht, wird bis heute als eine der größten Leistungen in Kühbergers Leben erachtet. Er konnte die Verantwortlichen davon überzeugen, dass nur ein so großes Orgelwerk der schwierigen Akustik im Dom gerecht werden könne. 1939 erhielt er den päpstlichen Ehrentitel eines Monsignore.
Kühberger starb am 3. Februar 1957 an einer langjährigen Krankheit. Eine Gedenktafel für ihn ist am Freinberger Friedhof aufgestellt.

## Kühberger als Lebensretter?
Im Januar 2012 berichteten einige Medien, ein späterer Priester habe den vierjährigen Adolf Hitler in Passau vor dem Ertrinken im Inn gerettet. Dabei soll es sich um den jungen Johann Nepomuk Kühberger gehandelt haben. Tatsächlich heißt es in der Donau-Zeitung vom 9. Januar 1894 wie folgt:
„Am verflossenen Sonntag wurde ein Knabe gerade noch rechtzeitig vor dem sicheren Tode des Ertrinkens gerettet. Derselbe betrat am Inn unterhalb des Garnisons-Lazarethes neu gebildetes Eis und brach durch. Glücklicherweise konnte er von seinen beherzten Kameraden gerettet werden.“
Zwar wird weder Name noch Alter des Kindes genannt, allerdings war der viereinhalb Jahre alte Adolf Hitler zu diesem Zeitpunkt tatsächlich in Passau: Sein Vater Alois Hitler, ein Zollbeamter, war im August 1892 nach Passau versetzt worden. Im Januar 1894 wohnte die Familie im Haus Kapuzinerstraße 31 (heute Kapuzinerstraße 5) – dem Haus der Familie Kühberger.
Die Geschichte soll sich folgendermaßen ereignet haben: Eines Tages beim Spielen ist der junge „Adi“ Hitler in den an seinen Ufern zugefrorenen Inn gefallen. Sein Kamerad Johann Nepomuk Kühberger, der Nachbarsjunge, hat ihn dann rechtzeitig vor dem Ertrinken wieder aus dem eiskalten Wasser gezogen. Aus heutiger Sicht gesehen mutet es jedoch sehr unwahrscheinlich an, dass zu einer Zeit, in der kaum jemand richtig schwimmen konnte, ein Vierjähriger einen Viereinhalbjährigen aus dem Inn gezogen hat. Noch dazu an einer Stelle mit einer steilen Böschung, die auch heute noch eine etwaige Rettung sehr erschweren dürfte. Obendrein war der Fluss damals noch viel reißender. Erst der Rückstau des 1956 gebauten, stromabwärts gelegenen Kraftwerks Jochenstein und das in den 1960ern stromaufwärts errichtete Stauwerk Ingling konnten den Inn bändigen.
Dennoch könnte die Geschichte einen gewissen Wahrheitsgehalt nicht entbehren: Beide Jungen sind miteinander aufgewachsen, die Umstände könnten passen. Einige Passauer meinen, dass es nicht der Inn, sondern einer der zahlreichen Bäche der Umgebung gewesen sein soll – was glaubwürdiger wäre. Wieder andere sprechen auch von einem Brunnen in der Innstadt, aus dem der junge Hitler gerettet worden sein soll.
Im Mai 1894 wurde Alois Hitler nach Linz versetzt, die Familie verließ Passau. Später sei es in Passau allgemeines Gespräch gewesen, dass „der Kühberger den Hitler gerettet hat“. Auch Kühberger selbst habe in Resignation darüber gesprochen, evtl. auch mit seinem Nachfolger Max Tremmel. Während des „Dritten Reichs“ war die Geschichte jedoch tabu – ein „Führer“ fällt nicht ins Wasser und braucht erst recht keinen Retter. Erst danach wurde sie wieder zögerlich erzählt. Vielen Passauern ist sie bis heute bekannt.